# (200095) 1994 SY12
(200095) 1994 SY12 es un asteroide perteneciente al cinturón de asteroides, descubierto el 29 de septiembre de 1994 por el equipo del Spacewatch desde el Observatorio Nacional de Kitt Peak, Arizona, Estados Unidos.

## Designación y nombre
Designado provisionalmente como 1994 SY12.

## Características orbitales
1994 SY12 está situado a una distancia media del Sol de 2,255 ua, pudiendo alejarse hasta 2,452 ua y acercarse hasta 2,059 ua. Su excentricidad es 0,087 y la inclinación orbital 2,990 grados. Emplea 1237,57 días en completar una órbita alrededor del Sol.

## Características físicas
La magnitud absoluta de 1994 SY12 es 17,4.